# Камишино (Татарський район)
Камишино (рос. Камышино) — присілок у Татарському районі Новосибірської області Російської Федерації.
Входить до складу муніципального утворення Орловська сільрада. Населення становить 65 осіб (2014).

## Історія
Згідно із законом від 2 червня 2004 року органом місцевого самоврядування є Орловська сільрада.

## Населення
| 2002 | 2007 | 2010 | 2012 | 2013 | 2014 |
| ---- | ---- | ---- | ---- | ---- | ---- |
| 75   | ↘59  | ↘45  | ↗61  | ↗64  | ↗65  |